# Shochi Niiyama
Shochi Niiyama (新井山 祥智 Niiyama Shochi?, nacido el 13 de abril de 1985 en Aomori) es un futbolista japonés que juega como centrocampista.
En 2008, Niiyama se unió al Vanraure Hachinohe.

## Trayectoria

### Clubes
| Club               | País  | Año    |
| ------------------ | ----- | ------ |
| Vanraure Hachinohe | Japón | 2008 - |

## Estadística de carrera

### J. League
| Club               | Año   | J. League | J. League | Copa J. League | Copa J. League | Total | Total |
| Club               | Año   | Part.     | Goles     | Part.          | Goles          | Part. | Goles |
| ------------------ | ----- | --------- | --------- | -------------- | -------------- | ----- | ----- |
| Vanraure Hachinohe | 2019  | 31        | 0         | -              | -              | 31    | 0     |
| Total              | Total | 31        | 0         | 0              | 0              | 31    | 0     |